# Чіді Осучукву
Чіді Осучукву (англ. Chidi Osuchukwu; нар. 11 жовтня 1993, Бенін-Сіті, Нігерія) — нігерійський футболіст, півзахисник казахстанського клубу «Ордабаси». Виступав за молодіжну збірну Нігерії.

## Клубна кар'єра
Професіональну кар'єру розпочав у футбольному клубі «Гейтвей», де виступав за юнацькі команди. У 2010 році перейшов до іншого нігерійського клубу «Долфінс». 2011 року допоміг «Долфінсу» стати чемпіоном країни, провів за команду 16 матчів. 2013 року перейшов до португальської «Браги». 14 березня 2014 року дебютував у складі португальської команди у матчі Прімейра-Ліги проти «Академіки», в якому вийшов на заміну в другому таймі. Переважно грав за фарм-клуб «Брага Б» у другому португальському дивізіоні. 
У січні 2017 року підписав контракт з білоруським клубом «Динамо-Берестя». 12 березня дебютував у складі клубу у матчі 1/4 фіналу Кубку Білорусі проти мінського «Динамо». Швидко зарекомендував себе як ключовий півзахисник у берестейській команді. У другій половині сезону 2018 року не грав через травму, а також пропустив майже весь сезон 2019 року, вийшов на поле лише в двох останніх турах чемпіонату.
У січні 2020 року покинув «Динам» та перейшов до берестейського «Руху». У складі «Руху» Осучукву швидко став гравцем основи, провів 11 матчів та відзначився однією гольовою передачею.
У вересні 2020 року Рух оголосив про перехід півзахисника до клубу російської Прем'єр-ліги «Хімки», проте «Хімки» не підтвердили трансфер і не заявили про футболіста на чемпіонат Росії. 16 жовтня 2020 року Чиді Осучукву підписав контракт із клубом «Том», де став першим африканцем в історії томського клубу. У команді швидко став основним півзахисником.
У лютому 2021 року відправився на перегляд до казахстанського «Ордабаси», з яким незабаром підписав контракт.

## Кар'єра в збірній
Учасник юнацького чемпіонату світу 2013 (U-20) (2 гри).

## Досягнення
Нігерія
- Чемпіон Африки (U-20): 2011

«Долфінс»
- Прем'єр-ліга Нігерії
  -  Чемпіон (1): 2011

«Динамо-Берестя»
- Білоруська футбольна вища ліга
  -  Чемпіон (1): 2019

- Кубок Білорусі
  -  Володар (2): 2016/17, 2017/18

- Суперкубок Білорусі
  -  Володар (2): 2018, 2019